# 战斗教士联盟
战斗教士联盟（波斯语：جامعه روحانیت مبارز Jāme'e-ye Rowhāniyyat-e Mobārez）是伊朗一个奉行务实保守路线的政治宗教團體，但並非一個正式政黨。
1977年创立，其创立成员有：阿里·哈梅内伊、阿克巴尔·哈什米·拉夫桑贾尼等。现任重要成员包括：阿里·哈梅内伊、阿克巴尔·哈什米·拉夫桑贾尼、穆罕默德·哈塔米、穆罕默德-禮薩·馬赫達維·卡尼、礼萨·阿克拉米以及哈桑·鲁哈尼。
自伊朗伊斯兰革命之后，该政党曾长期控制伊朗议会，该党成员阿克巴尔·哈什米·拉夫桑贾尼、迈赫迪·卡鲁比（现为反对派运动领导人）、阿里·阿克巴尔·纳提格-努里先后出任议长。而创始成员阿里·哈梅内伊、拉夫桑贾尼、哈塔米先后出任总统。2013年6月的伊朗大选，哈桑·鲁哈尼获胜当选为新一任伊朗总统。2021年大選中，易卜拉欣·莱希當選伊朗總統。
阿里·哈梅内伊是现任伊朗最高领袖。